# Schweizerische Flüchtlingshilfe
Die Schweizerische Flüchtlingshilfe (SFH) (französisch Organisation suisse d’aide aux réfugiés [OSAR]) ist ein Fach- und Dachverband der in den Bereichen Flucht und Asyl tätigen Hilfswerken der Schweiz.
Der Dachverband wurde am 17. Juni 1936 durch 13 Schweizer Hilfswerke unter dem Namen «Schweizerische Zentralstelle für Flüchtlingshilfe» (SZF) gegründet. Heute gehören ihm 11 Mitgliedsorganisationen aus verschiedenen konfessionellen, politischen oder gesellschaftlichen Gruppierungen an. Die SFH ist konfessionell und parteipolitisch neutral. 
Bis 2019 konnten Asylsuchende für sich ein Hilfswerk auswählen, das sie betreffend Asylverfahren und Alltagsproblemen mit Beratungen und teilweise auch finanziell unterstützte. Im Auftrag des Staatssekretariat für Migration organisierte die SFH die Präsenz eines Hilfswerksvertreters bei den Befragungen der Asylsuchenden. Die Hilfswerksvertreter wurden vom Dachverband ausgebildet. Im März 2019 trat in der Schweiz das neue Asylverfahren in Kraft. Seitdem werden die Verfahren beschleunigt durchgeführt und finden dezentral in den Bundesasylzentren statt. Die Asylsuchenden erhalten in den neuen Verfahren unentgeltliche Beratung und Rechtsvertretung.
Unabhängig vom Staatssekretariat für Migration (SEM) beurteilt die Schweizerische Flüchtlingshilfe die Lage in den Herkunftsländern der Flüchtlinge und stellt ihre Erkenntnisse den Rechtsberatungen von Asylsuchenden zur Verfügung. Die SFH koordiniert die Tätigkeiten seiner Gruppierungen auf gemeinsamen Interessengebieten und schützt auf Grund ihres Leitbildes die Interessen und Würde der Flüchtlinge.
Der Dachverband unterstützt auch die Integrationsbestrebungen der einzelnen Hilfswerke (z. B. Sprachunterricht). Zudem beteiligt sich die Schweizerische Flüchtlingshilfe an den Vernehmlassungen von Änderungen des Asylgesetzes und nimmt regelmässig in asyl- und migrationspolitischen Fragen Stellung. Ausserdem sensibilisiert sie die breite Öffentlichkeit für die Lebensumstände von Flüchtlingen in der Schweiz.
Mitgliedsorganisationen der SFH:
- Amnesty International, Schweizer Sektion
- Caritas Schweiz
- Hilfswerk der Evangelisch-reformierten Kirche Schweiz (HEKS)
- Schweizerisches Arbeiterhilfswerk (SAH)
- Verband Schweizerischer Jüdischer Fürsorgen (VSJF)
- Flüchtlingshilfe der Heilsarmee
- Liechtensteinisches Rotes Kreuz (LRK)
- Internationaler Sozialdienst (SSI)
- Zürcher Beratungsstelle für Asylsuchende
- FIZ Fachstelle Frauenhandel und Frauenmigration
- Flüchtlingshilfe Liechtenstein
- Save the Children Schweiz